# سلمان العودة
سلمان بن فهد بن عبد الله العودة  (14 ديسمبر 1956 -)، داعية إسلامي، وأستاذ جامعي، ومحاضر ومفكر سعودي، ومقدم برامج تلفزيونية. ولد في جمادى الأولى 1376 هـ في قرية البصر الواقعة غرب مدينة بريدة في منطقة القصيم، حاصل على ماجستير في السنة في موضوع «الغربة وأحكامها»، ودكتوراه في السُّنة في شرح بلوغ المرام /كتاب الطهارة)، كان من أبرز ممن كان يطلق عليهم مشايخ الصحوة في الثمانينيات والتسعينيات.

## نشأته وتعليمه
نشأ في مدينة البصر الصغيرة الواقعة غرب مدينة بريدة بمنطقة القصيم، وانتقل إلى الدراسة في بريدة، ثم التحق بالمعهد العلمي في بريدة وقضى فيه ست سنوات دراسية. وتتلمذ على يد العلماء، مثل الشيخ عبد العزيز بن باز، ومحمد بن صالح العثيمين، وعبد الله بن جبرين، والشيخ صالح البليهي.
حفظ القرآن الكريم ثم الأصول الثلاثة، والقواعد الأربع، وكتاب التوحيد، والعقيدة الواسطية، ومتن الآجرومية، ومتن الرحبية، وقرأ شرحه على عدد من المشايخ منهم الشيخ صالح البليهي والشيخ محمد المنصور، وقرأ أيضًا نخبة الفكر للحافظ ابن حجر وشرحه نزهة النظر، وحفظ بلوغ المرام في أدلة الأحكام، ومختصر صحيح مسلم للحافظ المنذري، وحفظ في صباه مئات القصائد الشعرية المطولة من شعر الجاهلية والإسلام وشعراء العصر الحديث.
تخرج من كلية الشريعة وأصول الدين بالقصيم، ثم عاد مدرساً في المعهد العلمي في بريدة لفترة من الزمن، ثم معيداً في الكلية ثم محاضراَ، وعمل أستاذاً في كلية الشريعة وأصول الدين بالقصيم لبضع سنوات، قبل أن يُعفى من مهامه التدريسية في جامعة الإمام محمد بن سعود وذلك في 15/ 4/ 1414هـ، وذلك بعد إيقافه عن العمل الجامعي لأسباب سياسية.
نالَ شهادة الدكتوراه في الشريعة في شرح كتاب الطهارة من بلوغ المرام وهو مطبوع في أربع مجلدات وكان المشرف الشيخ عبدالله بن بيّة والمناقشون الشيخ عبدالله بن جبرين والدكتور خلدون الأحدب.

## حياته الشخصية
في يوم الأربعاء 27 ربيع الثاني 1438 هـ الموافق 25 يناير 2017 توفيت زوجة الشيخ سلمان العودة «هيا السياري» وابنه «هشام» في حادث سير. في أغسطس من نفس العام، انتشرت أنباء عن زواج العودة مرة أخرى من سيدة في مدينة تبوك السعودية.

## المطالبة بالاصلاحات
في مايو 1991، كان سلمان العودة وسفر الحوالي وعائض القرني وناصر العمر من بين الموقعين على خطاب المطالب الذي شمل المطالبة بإصلاحات قانونية وإدارية واجتماعية وإعلامية تحت إطار إسلامي. كان سلمان العودة أحد المشايخ الذين شكّل نقدهم الشديد للتعاون مع الولايات المتحدة في حرب الخليج الثانية بداية بروزهم. وفي سبتمبر 1993 مُنع سلمان العودة وسفر الحوالي من إلقاء الخطب والمحاضرات العامة، وفي 16 أغسطس 1994 اعتقل العودة ضمن سلسلة اعتقالات واسعة شملت رموز الصحوة وقضى بضعة أشهر من فترة اعتقاله في الحجز الانفرادي في سجن الحائر. أطلق سراح العودة في أبريل 1999.

### في السجون السعودية
اعتقل في السجون السعودية لعدة سنوات في مدينة الرياض قبل أن يفرج عنه ويسمح له بإقامة المحاضرات الدعوية بعيداً عن السياسة.
في مساء يوم الجمعة الموافق 15 مارس 2013، وجّه العودة خطابًا مفتوحًا للحكومة السعودية، وخصوصًا وزارة الداخلية، مطالبًا بإطلاق سراح معتقلي الرأي، وامتصاص الغضب الشعبي المتعاظم فيما يتعلق بملف المعتقلين، درءًا لخطر الفتنة.

### اعتقال 2017 والمحاكمة
اعتُقل مرة أخرى في حملة اعتقالات سياسية من طرف السلطات السعودية يوم 10 سبتمبر 2017 بعد نشره تغريدة على حسابه بموقع تويتر «يدعو فيها الله للتأليف بين قلوب ولاة الأمور لما فيه خير الشعوب»، ولم تفصح الحكومة السعودية عن مكان اعتقال العودة أو المسار القضائي لقضيته.
وبعد بضعة أشهر من اعتقاله تدهورت حالته الصحية ونقل إلى مستشفى بمدينة جدة. وكان قد نُشر في 18 يناير 2018 أخبارا عن وفاته في محبسه إثر تعرضه للتعذيب، لكن هذه الأنباء تم نفيها على لسان ابنه الذي أقر نقل والده إلى المستشفى دون أية تفاصيل. بحلول الرابع من سبتمبر 2018 انتشرت الكثير منَ الأخبار التي تُفيد بأنّ النيابة العامّة السعودية قد طالبت بإعدام الشيخ العودة، وذلكَ بعدما وجّهت له 37 تهمة بما في ذلك اتهامات تتعلقُ بالإرهاب فيما لم يصدر أي تأكيد أو نفي لهذا الخبر من الجهات الرسميّة المعنية بالأمرِ.

## من مؤلفاته
1. بناتي
2. شكراً أيها الأعداء
3. مع الله
4. آخر لحظات الفاروق
5. أدب الحوار
6. أسئلة الثورة
7. أطفال في حجر الرسول ﷺ
8. افعل ولا حرج؛ خاص بمناسك الحج والعمرة
9. الإغراق في الجزئيات
10. الأمة الواحدة
11. التفسير النبوي للقرآن
12. الصحوة في نظر الغربيين
13. العزلة والخلطة؛ أحكام وأحوال
14. الغرباء الأولون
15. الفيلسوف الرباني
16. المزاح
17. المعركة الفاصلة مع اليهود
18. إمام أهل السنة
19. أنا وأخواتها
20. بناء الفرد
21. تحية للشعب المقاوم
22. جزيرة الإسلام
23. جلسة على الرصيف
24. حوار هادئ مع الغزالي
25. دعاة في البيوت
26. دلوني على سوق المدينة
27. رسالة الشباب المسلم في الحياة
28. رسالة إلى الأب
29. رسائل إلى الحجيج
30. زنزانة
31. سلطان العلماء
32. شرح بلوغ المرام (كتاب الطهارة)
33. صفة الغرباء
34. ضوابط للدراسات الفقهية
35. طفولة قلب
36. عشرون طريقة للرياء
37. علمني أبي
38. كيف نختلف؟
39. لماذا نخاف من النقد؟
40. لماذا يخافون من الإسلام؟
41. لو كنتُ طيرًا
42. مجالس رمضانية
43. مزالق في طريق الطلب
44. مع الصيام
45. مع العلم
46. مع المصطفى
47. معركة الإسلام والعلمانية
48. مقالات في المنهج
49. مقولات في فقه الموقف
50. من أخلاق الداعية
51. من وسائل دفع الغربة
52. من يملك حق الاجتهاد
53. نحو ثقافة شرعية
54. نداء الفطرة
55. نسيم الحجاز في سيرة الإمام ابن باز
56. نهاية التاريخ
57. هكذا علم الأنبياء
58. هموم فتاة ملتزمة
59. وقفات مع السبع المثاني
60. ولا يزالون مختلفين
61. ولكن كونوا ربانيين

## برامج مرئية
- أول اثنين (شهري) على قناة المجد.
- برنامج حجر الزاوية بثته قناة إم بي سي1 طيلة شهر رمضان تقديم الإعلامي فهد السعوي من عام 2004 إلى 2009 [21]
- الحياة كلمة برنامج أسبوعي سابق على قناة ام بي سي بعد صلاة الجمعة.
- برنامج إشراقات قرانية على قناة دليل الفضائية.
- برنامج ميلاد، الذي عرض على قناة روتانا خليجية، وتلفزيون قطر، وقناة المصرية، وقناة دليل، وفور شباب، والرسالة، والقناة الليبية في شهر رمضان من عام 1433هـ - 2012 م، وهو من تقديم الإعلامي الكويتي علي السند.[22]
- برنامج وسم، وهو برنامج دوري كان يعرض على قناة وسم في موقع يوتيوب عام 2015.[23]
- برنامج آدم، وهو برنامج دوري كان يعرض على قناة آدم في موقع يوتيوب عام 2014.[24]
- تمت استضافته في أكثر من قناة فضائية مختلفة النطاق منها قناة الجزيرة الأخبارية وقناة الأقصى الفضائية وقناة العربية الأخبارية وقناة اقرأ وقناة المجد الفضائية والعديد من القنوات العربية.
- بالإضافة إلى مشاركاته المختلفة في قنوات تلفزيونية متنوعة والبرامج المسجلة المتعددة.

## مناصبه العلمية
- المشرف العام على مجموعة مؤسسات الإسلام اليوم (Islam Today Group Est).
- عضو الاتحاد العالمي لعلماء المسلمين وعضو مجلس أمنائه.
- الأمين العام للهيئة العالمية لنصرة المصطفى (صلى الله عليه وسلم).
- كان مدرساً في المعهد العلمي في بريدة لفترة من الزمن، بعد تخرجه.
- ثم أصبح معيداً في الكلية ثم محاضراً.
- عمل أستاذاً في كلية الشريعة وأصول الدين بالقصيم لبضع سنوات، قبل أن يُعفى من مهامه التدريسية في جامعة الإمام محمد بن سعود وذلك في 15/4/1414هـ وذلك بعد إيقافه عن العمل الجامعي لأسباب سياسية سعودية.

## مشاركاته العلمية

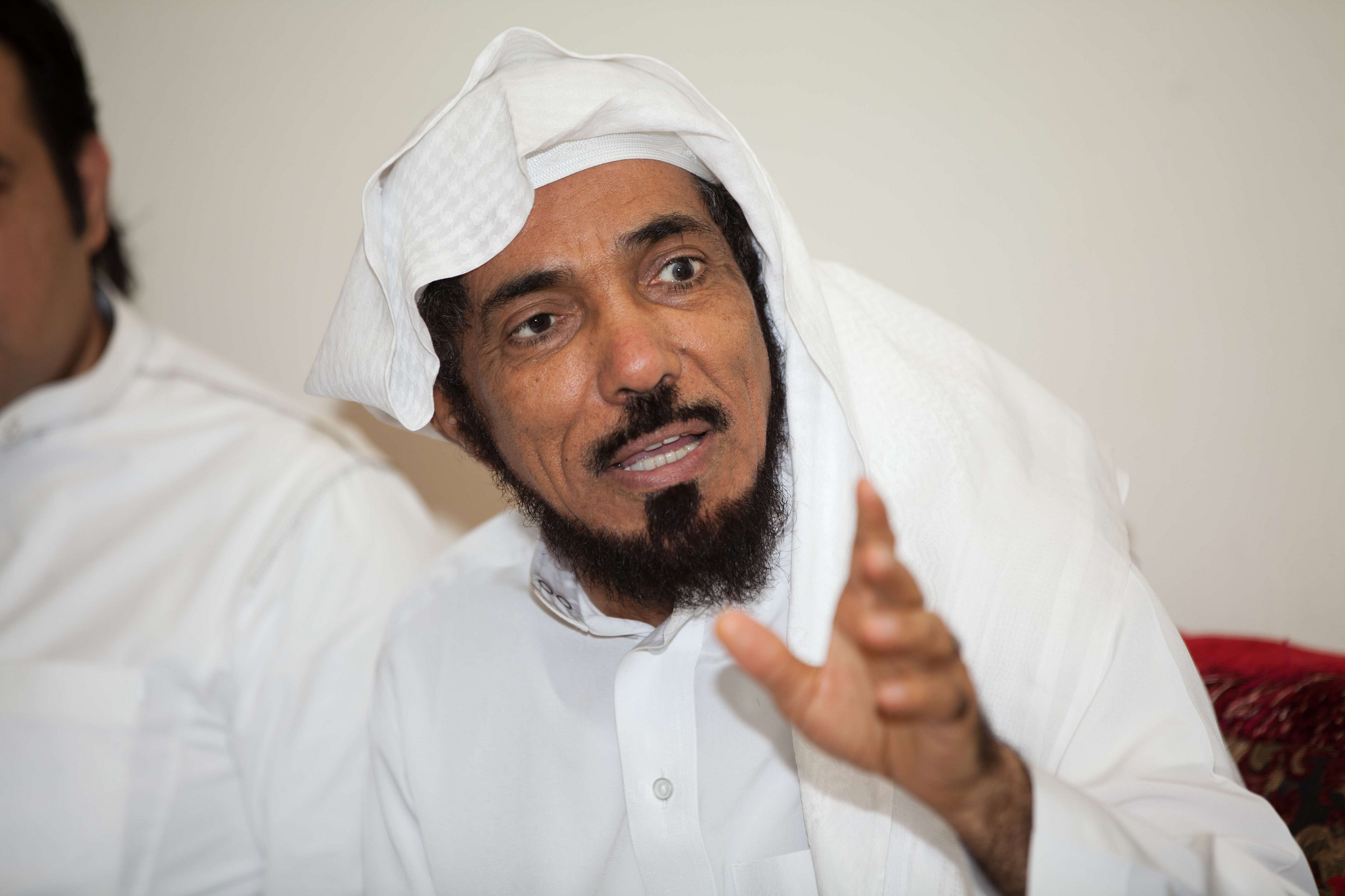
سلمان العودة عام 2012

1. دروس أسبوعية في شتى المعارف والعلوم الإسلامية: (فقه - تفسير - حديث - تربية - أخلاق - سيرة نبوية - عقيدة - مشكلات اجتماعية - رؤى واقعية).
2. مشاركة في مؤتمرات إسلامية في الولايات المتحدة الأمريكية، وكندا، وبريطانيا، وأستراليا، والسودان، وأيرلندا الجنوبية.
3. مشاركة في المهرجانات والمؤتمرات المحلية.
4. دورات إدارية في الرقابة والتحفيز.
5. المشاركة في مؤتمر اللقاء الوطني للحوار الفكري، الأول والثاني.